# Élections cantonales de 2011 dans l'Eure
Les élections cantonales ont eu lieu les 20 et 27 mars 2011.

## Contexte départemental

### Assemblée départementale sortante
Avant les élections, le conseil général de l'Eure est présidé par Jean-Louis Destans (PS). Il comprend 43 conseillers généraux issus des 43 cantons de l'Eure ; 22 d'entre eux sont renouvelables lors de ces élections.
| Parti                             | Sigle | Élus |
| --------------------------------- | ----- | ---- |
| Majorité (25 sièges)              |       |      |
| Parti socialiste                  | PS    | 12   |
| Divers gauche                     | DVG   | 7    |
| Parti communiste français         | PCF   | 4    |
| Parti radical de gauche           | PRG   | 2    |
| Opposition (18 sièges)            |       |      |
| Union pour un mouvement populaire | UMP   | 11   |
| Divers droite                     | DVD   | 4    |
| Nouveau Centre                    | NC    | 3    |
| Président du conseil général      |       |      |
| Jean-Louis Destans (PS)           |       |      |

## Résultats à l'échelle du département

### Résultats en nombre de sièges
| Parti | Sièges mis en jeu | Élus | Évolution |
| ----- | ----------------- | ---- | --------- |
| PS    | 9                 | 9    | =         |
| UMP   | 7                 | 6    | -1        |
| DVG   | 2                 | 1    | -1        |
| DVD   | 1                 | 1    | =         |
| NC    | 1                 | 3    | +2        |
| PCF   | 1                 | 1    | =         |
| PRG   | 1                 | 1    | =         |

### Assemblée départementale à l'issue des élections
| Parti                             | Sigle | Élus |
| --------------------------------- | ----- | ---- |
| Majorité (24 sièges)              |       |      |
| Parti socialiste                  | PS    | 12   |
| Divers gauche                     | DVG   | 6    |
| Parti communiste français         | PCF   | 4    |
| Parti radical de gauche           | PRG   | 2    |
| Opposition (19 sièges)            |       |      |
| Union pour un mouvement populaire | UMP   | 10   |
| Nouveau Centre                    | NC    | 5    |
| Divers droite                     | DVD   | 4    |
| Président du conseil général      |       |      |
| Jean-Louis Destans (PS)           |       |      |

## Résultats par canton

### Canton d'Amfreville-la-Campagne
| Candidat       | Candidat              | Étiquette      | Premier tour | Premier tour | Second tour | Second tour |
| Candidat       | Candidat              | Étiquette      | Voix         | %            | Voix        | %           |
| -------------- | --------------------- | -------------- | ------------ | ------------ | ----------- | ----------- |
|                | Daniel Leho*          | PS             | 2 261        | 41,41        | 2 958       | 54,51       |
|                | Dominique Medaerts    | NC             | 1 407        | 25,77        | 2 469       | 45,49       |
|                | Marie-Estelle Préjean | FN             | 1 130        | 20,70        |             |             |
|                | Ludovic Margueritte   | EÉLV           | 662          | 12,12        |             |             |
|                |                       |                |              |              |             |             |
| Inscrits       | Inscrits              | Inscrits       | 11 514       | 100,00       | 11 510      | 100,00      |
| Abstentions    | Abstentions           | Abstentions    | 5 944        | 51,62        | 5 721       | 49,70       |
| Votants        | Votants               | Votants        | 5 570        | 48,38        | 5 789       | 50,30       |
| Blancs et nuls | Blancs et nuls        | Blancs et nuls | 110          | 1,97         | 362         | 6,25        |
| Exprimés       | Exprimés              | Exprimés       | 5 460        | 98,03        | 5 427       | 93,75       |

*sortant

### Canton des Andelys
| Candidat       | Candidat            | Étiquette      | Premier tour | Premier tour | Second tour | Second tour |
| Candidat       | Candidat            | Étiquette      | Voix         | %            | Voix        | %           |
| -------------- | ------------------- | -------------- | ------------ | ------------ | ----------- | ----------- |
|                | Frédéric Duché      | UMP            | 1 828        | 31,26        | 3 409       | 61,67       |
|                | Alain Berthelot     | FN             | 1 507        | 25,77        | 2 119       | 38,33       |
|                | Laure Dael*         | PS             | 1 239        | 21,19        |             |             |
|                | Roger Coulon        | EÉLV           | 582          | 9,95         |             |             |
|                | Dominique Jussiaume | FG             | 283          | 4,84         |             |             |
|                | Jean Jouault        | DVD            | 227          | 3,88         |             |             |
|                | Fatoumata Niakaté   | DVG            | 182          | 3,11         |             |             |
|                |                     |                |              |              |             |             |
| Inscrits       | Inscrits            | Inscrits       | 13 219       | 100,00       | 13 219      | 100,00      |
| Abstentions    | Abstentions         | Abstentions    | 7 216        | 54,59        | 6 976       | 52,77       |
| Votants        | Votants             | Votants        | 6 003        | 45,41        | 6 243       | 47,23       |
| Blancs et nuls | Blancs et nuls      | Blancs et nuls | 155          | 2,58         | 715         | 11,45       |
| Exprimés       | Exprimés            | Exprimés       | 5 848        | 97,42        | 5 528       | 88,55       |

*sortant

### Canton de Beaumesnil
| Candidat       | Candidat            | Étiquette      | Premier tour | Premier tour | Second tour | Second tour |
| Candidat       | Candidat            | Étiquette      | Voix         | %            | Voix        | %           |
| -------------- | ------------------- | -------------- | ------------ | ------------ | ----------- | ----------- |
|                | Marc Vampa*         | NC             | 920          | 47,35        | 1 102       | 56,08       |
|                | Daniel Groult       | DVG            | 694          | 35,72        | 863         | 43,92       |
|                | Laurent Gatine      | FN             | 329          | 16,93        |             |             |
|                | Jean-Pierre Louette | FG             | 0            | 0            |             |             |
|                |                     |                |              |              |             |             |
| Inscrits       | Inscrits            | Inscrits       | 3 875        | 100,00       | 3 872       | 100,00      |
| Abstentions    | Abstentions         | Abstentions    | 1 858        | 47,95        | 1 815       | 46,88       |
| Votants        | Votants             | Votants        | 2 017        | 52,05        | 2 057       | 53,13       |
| Blancs et nuls | Blancs et nuls      | Blancs et nuls | 74           | 3,67         | 92          | 4,47        |
| Exprimés       | Exprimés            | Exprimés       | 1 943        | 96,33        | 1 965       | 95,53       |

*sortant

### Canton de Beaumont-le-Roger
| Candidat       | Candidat              | Étiquette      | Premier tour | Premier tour | Second tour | Second tour |
| Candidat       | Candidat              | Étiquette      | Voix         | %            | Voix        | %           |
| -------------- | --------------------- | -------------- | ------------ | ------------ | ----------- | ----------- |
|                | Jackie Desrues*       | PS             | 1 568        | 36,95        | 2 388       | 57,88       |
|                | Jean-Claude Rousselin | UMP            | 1 333        | 31,41        | 1 738       | 42,12       |
|                | Ludovic Larue         | FN             | 1 034        | 24,36        |             |             |
|                | Rémi Bunel            | FG             | 309          | 7,28         |             |             |
|                |                       |                |              |              |             |             |
| Inscrits       | Inscrits              | Inscrits       | 9 487        | 100,00       | 9 485       | 100,00      |
| Abstentions    | Abstentions           | Abstentions    | 5 096        | 53,72        | 5 058       | 53,33       |
| Votants        | Votants               | Votants        | 4 391        | 46,28        | 4 427       | 46,67       |
| Blancs et nuls | Blancs et nuls        | Blancs et nuls | 147          | 3,35         | 301         | 6,80        |
| Exprimés       | Exprimés              | Exprimés       | 4 244        | 96,65        | 4 126       | 93,20       |

*sortant

### Canton de Bernay-Est
| Candidat       | Candidat          | Étiquette      | Premier tour | Premier tour |
| Candidat       | Candidat          | Étiquette      | Voix         | %            |
| -------------- | ----------------- | -------------- | ------------ | ------------ |
|                | Lionel Prévost*   | PS             | 2 248        | 62,51        |
|                | Marc Le Tanneur   | FN             | 568          | 15,80        |
|                | Muriel Montero    | NC             | 553          | 15,38        |
|                | Catherine Luffroy | FG             | 227          | 6,31         |
|                |                   |                |              |              |
| Inscrits       | Inscrits          | Inscrits       | 7 711        | 100,00       |
| Abstentions    | Abstentions       | Abstentions    | 4 041        | 52,41        |
| Votants        | Votants           | Votants        | 3 670        | 47,59        |
| Blancs et nuls | Blancs et nuls    | Blancs et nuls | 74           | 2,02         |
| Exprimés       | Exprimés          | Exprimés       | 3 596        | 97,98        |

*sortant

### Canton de Bernay-Ouest
| Candidat       | Candidat            | Étiquette      | Premier tour | Premier tour | Second tour | Second tour |
| Candidat       | Candidat            | Étiquette      | Voix         | %            | Voix        | %           |
| -------------- | ------------------- | -------------- | ------------ | ------------ | ----------- | ----------- |
|                | Jean-Hugues Bonamy* | NC             | 1 135        | 38,57        | 1 544       | 51,52       |
|                | Frédéric Delamare   | PS             | 801          | 27,22        | 1 453       | 48,48       |
|                | Philippe Pluchart   | FN             | 491          | 16,68        |             |             |
|                | Pascal Didtsch      | FG             | 286          | 9,72         |             |             |
|                | Julien Buot         | EÉLV           | 230          | 7,82         |             |             |
|                |                     |                |              |              |             |             |
| Inscrits       | Inscrits            | Inscrits       | 6 596        | 100,00       | 6 596       | 100,00      |
| Abstentions    | Abstentions         | Abstentions    | 3 584        | 54,34        | 3 448       | 52,27       |
| Votants        | Votants             | Votants        | 3 012        | 45,66        | 3 148       | 47,73       |
| Blancs et nuls | Blancs et nuls      | Blancs et nuls | 69           | 2,29         | 151         | 4,80        |
| Exprimés       | Exprimés            | Exprimés       | 2 943        | 97,71        | 2 997       | 95,20       |

*sortant

### Canton de Beuzeville
| Candidat       | Candidat              | Étiquette      | Premier tour | Premier tour | Second tour | Second tour |
| Candidat       | Candidat              | Étiquette      | Voix         | %            | Voix        | %           |
| -------------- | --------------------- | -------------- | ------------ | ------------ | ----------- | ----------- |
|                | Jean-Pierre Flambard* | PS             | 1 663        | 45,61        | 2 093       | 58,41       |
|                | François Lutz         | DVD            | 1 051        | 28,83        | 1 490       | 41,59       |
|                | Serge Lemarinier      | FN             | 761          | 20,87        |             |             |
|                | Christian Sehy        | FG             | 171          | 4,69         |             |             |
|                |                       |                |              |              |             |             |
| Inscrits       | Inscrits              | Inscrits       | 8 434        | 100,00       | 8 434       | 100,00      |
| Abstentions    | Abstentions           | Abstentions    | 4 667        | 55,34        | 4 639       | 55,00       |
| Votants        | Votants               | Votants        | 3 767        | 44,66        | 3 795       | 45,00       |
| Blancs et nuls | Blancs et nuls        | Blancs et nuls | 121          | 3,21         | 212         | 5,59        |
| Exprimés       | Exprimés              | Exprimés       | 3 646        | 96,79        | 3 583       | 94,41       |

*sortant

### Canton de Bourgtheroulde-Infreville
| Candidat       | Candidat         | Étiquette      | Premier tour | Premier tour | Second tour | Second tour |
| Candidat       | Candidat         | Étiquette      | Voix         | %            | Voix        | %           |
| -------------- | ---------------- | -------------- | ------------ | ------------ | ----------- | ----------- |
|                | Bruno Questel*   | PS             | 2 209        | 46,36        | 3 584       | 74,53       |
|                | Henri Rogier     | FN             | 866          | 18,17        | 1 225       | 25,47       |
|                | Nicolas Bouleis  | NC             | 553          | 11,61        |             |             |
|                | René Bodineau    | EÉLV           | 437          | 9,17         |             |             |
|                | Laurent Giesbert | PRG            | 382          | 8,02         |             |             |
|                | Henri Rogé       | FG             | 318          | 6,67         |             |             |
|                |                  |                |              |              |             |             |
| Inscrits       | Inscrits         | Inscrits       | 10 320       | 100,00       | 10 318      | 100,00      |
| Abstentions    | Abstentions      | Abstentions    | 5 443        | 52,74        | 5 220       | 50,59       |
| Votants        | Votants          | Votants        | 4 877        | 47,26        | 5 098       | 49,41       |
| Blancs et nuls | Blancs et nuls   | Blancs et nuls | 112          | 2,30         | 289         | 5,67        |
| Exprimés       | Exprimés         | Exprimés       | 4 765        | 97,70        | 4 809       | 94,33       |

*sortant

### Canton de Breteuil
| Candidat       | Candidat            | Étiquette      | Premier tour | Premier tour | Second tour | Second tour |
| Candidat       | Candidat            | Étiquette      | Voix         | %            | Voix        | %           |
| -------------- | ------------------- | -------------- | ------------ | ------------ | ----------- | ----------- |
|                | Gérard Chéron*      | DVD            | 1 265        | 39,91        | 1 698       | 52,36       |
|                | José Haas           | PS             | 985          | 31,07        | 1 545       | 47,64       |
|                | Guy Plasse          | FN             | 618          | 19,50        |             |             |
|                | Gilles Chateaugiron | EÉLV           | 302          | 9,53         |             |             |
|                |                     |                |              |              |             |             |
| Inscrits       | Inscrits            | Inscrits       | 6 629        | 100,00       | 6 629       | 100,00      |
| Abstentions    | Abstentions         | Abstentions    | 3 397        | 51,24        | 3 191       | 48,14       |
| Votants        | Votants             | Votants        | 3 232        | 48,76        | 3 438       | 51,86       |
| Blancs et nuls | Blancs et nuls      | Blancs et nuls | 62           | 1,92         | 195         | 5,67        |
| Exprimés       | Exprimés            | Exprimés       | 3 170        | 98,08        | 3 243       | 94,33       |

*sortant

### Canton de Conches-en-Ouche
| Candidat       | Candidat            | Étiquette      | Premier tour | Premier tour | Second tour | Second tour |
| Candidat       | Candidat            | Étiquette      | Voix         | %            | Voix        | %           |
| -------------- | ------------------- | -------------- | ------------ | ------------ | ----------- | ----------- |
|                | Alfred Recours      | PS             | 2 905        | 53,84        | 3 743       | 68,89       |
|                | Emmanuel Camoin     | FN             | 1 216        | 22,54        | 1 690       | 31,11       |
|                | Raoul Stemler       | UMP            | 879          | 16,29        |             |             |
|                | Didier Massé        | FG             | 228          | 4,23         |             |             |
|                | Sébastien Pasadovic | POI            | 168          | 3,11         |             |             |
|                | Philippe Lefèvre    | PRG            | 0            | 0,00         |             |             |
|                |                     |                |              |              |             |             |
| Inscrits       | Inscrits            | Inscrits       | 12 043       | 100,00       | 12 041      | 100,00      |
| Abstentions    | Abstentions         | Abstentions    | 6 525        | 54,18        | 6 226       | 51,71       |
| Votants        | Votants             | Votants        | 5 518        | 45,82        | 5 815       | 48,29       |
| Blancs et nuls | Blancs et nuls      | Blancs et nuls | 122          | 2,21         | 382         | 6,57        |
| Exprimés       | Exprimés            | Exprimés       | 5 396        | 97,79        | 5 433       | 93,43       |

### Canton de Cormeilles
| Candidat       | Candidat           | Étiquette      | Premier tour | Premier tour |
| Candidat       | Candidat           | Étiquette      | Voix         | %            |
| -------------- | ------------------ | -------------- | ------------ | ------------ |
|                | Hervé Morin        | NC             | 1 324        | 67,55        |
|                | Sébastien Samin    | FN             | 321          | 16,38        |
|                | Marie-Claire Haki  | PS             | 253          | 12,91        |
|                | Sylvie Buffetrille | FG             | 62           | 3,16         |
|                |                    |                |              |              |
| Inscrits       | Inscrits           | Inscrits       | 3 897        | 100,00       |
| Abstentions    | Abstentions        | Abstentions    | 1 857        | 47,65        |
| Votants        | Votants            | Votants        | 2 040        | 52,35        |
| Blancs et nuls | Blancs et nuls     | Blancs et nuls | 80           | 3,92         |
| Exprimés       | Exprimés           | Exprimés       | 1 960        | 96,08        |

### Canton de Damville
| Candidat       | Candidat               | Étiquette      | Premier tour | Premier tour | Second tour | Second tour |
| Candidat       | Candidat               | Étiquette      | Voix         | %            | Voix        | %           |
| -------------- | ---------------------- | -------------- | ------------ | ------------ | ----------- | ----------- |
|                | Françoise Charpentier* | UMP            | 1 059        | 43,78        | 1 449       | 64,66       |
|                | Nathalie Billard       | FN             | 557          | 23,03        | 792         | 35,34       |
|                | Corinne Champain-Peres | PS             | 368          | 15,21        |             |             |
|                | Jean-Marie Martin      | EÉLV           | 294          | 12,15        |             |             |
|                | Azzedine Mechioukhi    | FG             | 141          | 5,83         |             |             |
|                |                        |                |              |              |             |             |
| Inscrits       | Inscrits               | Inscrits       | 5 638        | 100,00       | 5 638       | 100,00      |
| Abstentions    | Abstentions            | Abstentions    | 3 134        | 55,59        | 3 178       | 56,37       |
| Votants        | Votants                | Votants        | 2 504        | 44,41        | 2 460       | 43,63       |
| Blancs et nuls | Blancs et nuls         | Blancs et nuls | 85           | 3,39         | 219         | 8,90        |
| Exprimés       | Exprimés               | Exprimés       | 2 419        | 96,61        | 2 241       | 91,10       |

*sortant

### Canton d'Écos
| Candidat       | Candidat           | Étiquette      | Premier tour | Premier tour | Second tour | Second tour |
| Candidat       | Candidat           | Étiquette      | Voix         | %            | Voix        | %           |
| -------------- | ------------------ | -------------- | ------------ | ------------ | ----------- | ----------- |
|                | Michel Jouyet*     | UMP            | 2 532        | 52,44        | 3 420       | 71,70       |
|                | Jean-Michel Dubois | FN             | 1 125        | 23,30        | 1 350       | 28,30       |
|                | Guillaume Guibet   | PS             | 570          | 11,81        |             |             |
|                | Daniel Mousset     | EÉLV           | 417          | 8,64         |             |             |
|                | Didier Courbot     | PCF            | 184          | 3,81         |             |             |
|                |                    |                |              |              |             |             |
| Inscrits       | Inscrits           | Inscrits       | 10 614       | 100,00       | 10 614      | 100,00      |
| Abstentions    | Abstentions        | Abstentions    | 5 721        | 53,90        | 5 556       | 52,35       |
| Votants        | Votants            | Votants        | 4 893        | 46,10        | 5 058       | 47,65       |
| Blancs et nuls | Blancs et nuls     | Blancs et nuls | 65           | 1,33         | 288         | 5,69        |
| Exprimés       | Exprimés           | Exprimés       | 4 828        | 98,67        | 4 770       | 94,31       |

*sortant

### Canton d'Étrépagny
| Candidat       | Candidat              | Étiquette      | Premier tour | Premier tour | Second tour | Second tour |
| Candidat       | Candidat              | Étiquette      | Voix         | %            | Voix        | %           |
| -------------- | --------------------- | -------------- | ------------ | ------------ | ----------- | ----------- |
|                | Pierre Beaufils*      | UMP            | 1 541        | 42,36        | 2 304       | 67,80       |
|                | Alain Perinet-Marquet | FN             | 792          | 21,77        | 1 094       | 32,20       |
|                | Laurent Bausmayer     | PS             | 679          | 18,66        |             |             |
|                | Alain Lethiais        | FG             | 286          | 7,86         |             |             |
|                |                       |                |              |              |             |             |
| Inscrits       | Inscrits              | Inscrits       | 7 837        | 100,00       | 7 837       | 100,00      |
| Abstentions    | Abstentions           | Abstentions    | 4 113        | 52,48        | 4 084       | 52,11       |
| Votants        | Votants               | Votants        | 3 724        | 47,52        | 3 753       | 47,89       |
| Blancs et nuls | Blancs et nuls        | Blancs et nuls | 86           | 2,31         | 355         | 9,46        |
| Exprimés       | Exprimés              | Exprimés       | 3 638        | 97,69        | 3 398       | 90,54       |

*sortant

### Canton d'Évreux-Nord
| Candidat       | Candidat           | Étiquette      | Premier tour | Premier tour | Second tour | Second tour |
| Candidat       | Candidat           | Étiquette      | Voix         | %            | Voix        | %           |
| -------------- | ------------------ | -------------- | ------------ | ------------ | ----------- | ----------- |
|                | Claude Béhar*      | PRG            | 2 413        | 36,20        | 4 009       | 61,72       |
|                | Roger Wallart      | UMP            | 1 482        | 22,23        | 2 486       | 38,28       |
|                | Jean Davaudet      | FN             | 1 280        | 19,20        |             |             |
|                | Michèle Rive       | EÉLV           | 845          | 12,68        |             |             |
|                | Jean-Michel Gaveau | FG             | 396          | 5,94         |             |             |
|                | Nicolas Sudre      | NPA            | 157          | 2,36         |             |             |
|                |                    |                |              |              |             |             |
| Inscrits       | Inscrits           | Inscrits       | 17 925       | 100,00       | 17 920      | 100,00      |
| Abstentions    | Abstentions        | Abstentions    | 11 050       | 61,65        | 10 894      | 60,79       |
| Votants        | Votants            | Votants        | 6 875        | 38,35        | 7 026       | 39,21       |
| Blancs et nuls | Blancs et nuls     | Blancs et nuls | 209          | 3,04         | 531         | 7,56        |
| Exprimés       | Exprimés           | Exprimés       | 6 666        | 96,96        | 6 495       | 92,44       |

*sortant

### Canton d'Évreux-Ouest
| Candidat       | Candidat           | Étiquette      | Premier tour | Premier tour | Second tour | Second tour |
| Candidat       | Candidat           | Étiquette      | Voix         | %            | Voix        | %           |
| -------------- | ------------------ | -------------- | ------------ | ------------ | ----------- | ----------- |
|                | Gérard Silighini*  | PS             | 1 563        | 31,20        | 2 708       | 54,31       |
|                | Ludovic Bourrelier | UMP            | 1 175        | 23,45        | 2 278       | 45,69       |
|                | Julie Camoin       | FN             | 983          | 19,62        |             |             |
|                | Thierry Quennehen  | EÉLV           | 670          | 13,37        |             |             |
|                | José Laheye        | FG             | 306          | 6,11         |             |             |
|                | Philippe Brennetot | RS             | 187          | 3,73         |             |             |
|                | Éric Marre         | NPA            | 126          | 2,51         |             |             |
|                |                    |                |              |              |             |             |
| Inscrits       | Inscrits           | Inscrits       | 13 026       | 100,00       | 13 026      | 100,00      |
| Abstentions    | Abstentions        | Abstentions    | 7 905        | 60,69        | 7 621       | 58,51       |
| Votants        | Votants            | Votants        | 5 121        | 39,31        | 5 405       | 41,49       |
| Blancs et nuls | Blancs et nuls     | Blancs et nuls | 111          | 2,17         | 419         | 7,75        |
| Exprimés       | Exprimés           | Exprimés       | 5 010        | 97,83        | 4 986       | 92,25       |

*sortant

### Canton de Gaillon
| Candidat       | Candidat         | Étiquette      | Premier tour | Premier tour | Second tour | Second tour |
| Candidat       | Candidat         | Étiquette      | Voix         | %            | Voix        | %           |
| -------------- | ---------------- | -------------- | ------------ | ------------ | ----------- | ----------- |
|                | Jean-Luc Recher* | DVG            | 1 390        | 50,31        | 2 105       | 69,98       |
|                | David Vittoz     | FN             | 650          | 23,53        | 903         | 30,02       |
|                | Antoine de Cosmi | UMP            | 314          | 11,36        |             |             |
|                | Philippe Hachet  | EELV           | 253          | 9,16         |             |             |
|                | Edwige Gangolf   | FG             | 156          | 5,65         |             |             |
|                |                  |                |              |              |             |             |
| Inscrits       | Inscrits         | Inscrits       | 7 119        | 100,00       | 7 120       | 100,00      |
| Abstentions    | Abstentions      | Abstentions    | 4 308        | 60,51        | 3 952       | 55,51       |
| Votants        | Votants          | Votants        | 2 811        | 39,49        | 3 168       | 44,49       |
| Blancs et nuls | Blancs et nuls   | Blancs et nuls | 48           | 1,71         | 160         | 5,05        |
| Exprimés       | Exprimés         | Exprimés       | 2 763        | 98,29        | 3 008       | 94,95       |

*sortant

### Canton de Louviers-Nord
| Candidat       | Candidat         | Étiquette      | Premier tour | Premier tour | Second tour | Second tour |
| Candidat       | Candidat         | Étiquette      | Voix         | %            | Voix        | %           |
| -------------- | ---------------- | -------------- | ------------ | ------------ | ----------- | ----------- |
|                | Leslie Cléret*   | PS             | 924          | 26,37        | 2 318       | 65,02       |
|                | Nathalie Saclier | FN             | 765          | 21,83        | 1 247       | 34,98       |
|                | Olivier Aubert   | NC             | 677          | 19,32        |             |             |
|                | Jacky Bidault    | PRG            | 546          | 15,58        |             |             |
|                | Alexis Fraisse   | EÉLV           | 352          | 10,05        |             |             |
|                | Zahir Mechkour   | FG             | 134          | 3,82         |             |             |
|                | Alexis Rousselin | NPA            | 106          | 3,03         |             |             |
|                |                  |                |              |              |             |             |
| Inscrits       | Inscrits         | Inscrits       | 9 733        | 100,00       | 9 733       | 100,00      |
| Abstentions    | Abstentions      | Abstentions    | 6 129        | 62,97        | 5 813       | 59,72       |
| Votants        | Votants          | Votants        | 3 604        | 37,03        | 3 920       | 40,28       |
| Blancs et nuls | Blancs et nuls   | Blancs et nuls | 100          | 2,77         | 355         | 9,06        |
| Exprimés       | Exprimés         | Exprimés       | 3 504        | 97,23        | 3 565       | 90,94       |

*sortant

### Canton de Montfort-sur-Risle
| Candidat       | Candidat          | Étiquette      | Premier tour | Premier tour |
| Candidat       | Candidat          | Étiquette      | Voix         | %            |
| -------------- | ----------------- | -------------- | ------------ | ------------ |
|                | Francis Courel*   | PS             | 1 679        | 59,29        |
|                | Gilles Riaux      | UMP            | 412          | 14,5         |
|                | Alain Bigot       | FN             | 344          | 12,15        |
|                | Régis Louvion     | EÉLV           | 154          | 5,44         |
|                | Christophe Foulon | SE             | 133          | 4,70         |
|                | Pascal Jouveaux   | FG             | 110          | 3,88         |
|                |                   |                |              |              |
| Inscrits       | Inscrits          | Inscrits       | 5 721        | 100,00       |
| Abstentions    | Abstentions       | Abstentions    | 2 831        | 49,48        |
| Votants        | Votants           | Votants        | 2 890        | 50,52        |
| Blancs et nuls | Blancs et nuls    | Blancs et nuls | 58           | 2,01         |
| Exprimés       | Exprimés          | Exprimés       | 2 832        | 97,99        |

*sortant

### Canton de Nonancourt
| Candidat       | Candidat           | Étiquette      | Premier tour | Premier tour | Second tour | Second tour |
| Candidat       | Candidat           | Étiquette      | Voix         | %            | Voix        | %           |
| -------------- | ------------------ | -------------- | ------------ | ------------ | ----------- | ----------- |
|                | Joël Hervieu*      | UMP            | 1 491        | 46,05        | 1 945       | 62,99       |
|                | Éric Deslandes     | PS             | 792          | 24,46        | 1 143       | 37,01       |
|                | Jean Delamarre     | FN             | 782          | 24,15        |             |             |
|                | Dominique Quilleré | FG             | 173          | 5,34         |             |             |
|                |                    |                |              |              |             |             |
| Inscrits       | Inscrits           | Inscrits       | 8 505        | 100,00       | 8 506       | 100,00      |
| Abstentions    | Abstentions        | Abstentions    | 5 204        | 61,19        | 5 243       | 61,64       |
| Votants        | Votants            | Votants        | 3 301        | 38,81        | 3 263       | 38,36       |
| Blancs et nuls | Blancs et nuls     | Blancs et nuls | 63           | 1,91         | 175         | 5,36        |
| Exprimés       | Exprimés           | Exprimés       | 3 238        | 98,09        | 3 088       | 94,64       |

*sortant

### Canton de Pacy-sur-Eure
| Candidat       | Candidat          | Étiquette      | Premier tour | Premier tour |
| Candidat       | Candidat          | Étiquette      | Voix         | %            |
| -------------- | ----------------- | -------------- | ------------ | ------------ |
|                | Pascal Lehongre*  | UMP            | 3 145        | 59,01        |
|                | Lydie Braconnier  | FN             | 1 149        | 21,56        |
|                | Yvan Brunet-Dubuc | PS             | 751          | 14,09        |
|                | Carole Depuiset   | FG             | 285          | 5,35         |
|                |                   |                |              |              |
| Inscrits       | Inscrits          | Inscrits       | 11 915       | 100,00       |
| Abstentions    | Abstentions       | Abstentions    | 6 483        | 54,41        |
| Votants        | Votants           | Votants        | 5 432        | 45,59        |
| Blancs et nuls | Blancs et nuls    | Blancs et nuls | 102          | 1,88         |
| Exprimés       | Exprimés          | Exprimés       | 5 330        | 98,12        |

*sortant

### Canton de Pont-de-l'Arche
| Candidat       | Candidat            | Étiquette      | Premier tour | Premier tour | Second tour | Second tour |
| Candidat       | Candidat            | Étiquette      | Voix         | %            | Voix        | %           |
| -------------- | ------------------- | -------------- | ------------ | ------------ | ----------- | ----------- |
|                | Gaëtan Levitre*     | FG             | 2 127        | 39,98        | 3 204       | 66,18       |
|                | René Dufour         | NC             | 1 121        | 21,07        | 1 637       | 33,82       |
|                | Richard Jacquet     | PS             | 974          | 18,31        |             |             |
|                | Didier Ménager      | FN             | 699          | 13,14        |             |             |
|                | Maryannick Deshayes | EÉLV           | 399          | 7,50         |             |             |
|                |                     |                |              |              |             |             |
| Inscrits       | Inscrits            | Inscrits       | 10 655       | 100,00       | 10 655      | 100,00      |
| Abstentions    | Abstentions         | Abstentions    | 5 230        | 49,08        | 5 428       | 50,94       |
| Votants        | Votants             | Votants        | 5 425        | 50,92        | 5 227       | 49,06       |
| Blancs et nuls | Blancs et nuls      | Blancs et nuls | 105          | 1,94         | 386         | 7,38        |
| Exprimés       | Exprimés            | Exprimés       | 5 320        | 98,06        | 4 841       | 92,62       |

*sortant